# Håkan Nyblom
Håkan Erik Nyblom (* 26. November 1981 in Vaasa, Österbotten, Finnland) ist ein dänischer Ringer. Er gewann Medaillen bei Welt- und Europameisterschaften.

## Werdegang
Håkan Nyblom stammt aus einer Ringerfamilie. Auch sein Zwillingsbruder Anders gehört zu den dänischen Spitzenringern. Beide Brüder spezialisierten sich auf den griechisch-römischen Stil. Håkan Nyblom gehört dem Ringerclub Brydeklubb Herning an, wo er seit einigen Jahren von Jarek Pzyara trainiert wird. Bei einer Größe von 1,60 Metern rang er zunächst im Fliegengewicht, dann im Bantamgewicht und seit einigen Jahren ringt er nun im Federgewicht. In seiner Jugend erlernte er den Beruf eines Tischlers. Er ist auch in den deutschen Ringerkreisen gut bekannt, weil er für den SV Siegfried Hallbergmoos in der Bundesliga an den Start ging.
Håkan Nyblom geht bereits seit 1999 im Juniorenbereich aber auch schon im Seniorenbereich bei internationalen Meisterschaften an den Start. Seine Erfolge hielten sich anfangs in Grenzen. 2001 belegte er aber bei der Junioren-Weltmeisterschaft in Taschkent im Fliegengewicht einen hervorragenden 4. Platz und verfehlte damit nur knapp eine Medaille. Bei der Europameisterschaft der Senioren 2002 in Seinäjoki belegte er im Bantamgewicht einen guten 6. Platz.
Bei der Weltmeisterschaft 2003 in Créteil erreichte er mit drei Siegen im Bantamgewicht den 8. Platz und qualifizierte sich damit für die Teilnahme an den Olympischen Spielen 2004 in Athen. Dort ging er wieder im Bantamgewicht an den Start. Er verlor seinen ersten Kampf gegen Artiom Kiourengian aus Griechenland, erkämpfte sich aber mit Siegen über Sheng Jiang, China und Uran Chalilow, Kirgisistan wieder den 8. Platz.
Im Jahre 2008 gelang Håkan Nyblom bei der Europameisterschaft in Tampere im Federgewicht mit Siegen über Dimitri Alenski, Belarus, Tonimir Sokol, Kroatien u. Svajunas Adomaitis, Litauen, einer Niederlage gegen Jarkko Ala-Huikku, Finnland und einem weiteren Sieg über Sebastien Hidalgo, Frankreich mit der bronzenen Medaille erstmals eine Medaille bei einer internationalen Meisterschaft. Für einen Start bei den Olympischen Spielen 2008 in Peking reichte dieser Erfolg aber noch nicht aus. Auch in den folgenden Qualifikationsturnieren gelang es ihm nicht, sich die Fahrkarte nach Peking zu erkämpfen.
Den größten Erfolg in seiner Laufbahn erzielte Håkan Nyblom dann bei der Weltmeisterschaft 2009 in Herning/Dänemark. Im Federgewicht kämpfte er sich mit Siegen über Peter Modos, Ungarn, Francisco Encarnacion, Dominikanische Republik u. Wugar Ragimow, Ukraine bis in das Halbfinale, in dem er gegen den mehrfachen Weltmeister Hamid Soryan Reihanpour aus dem Iran unterlag. Im Kampf um eine WM-Bronzemedaille besiegte er dann Erhan Karakus aus der Türkei.
Im Jahre 2010 konnte Håkan Nyblom wegen einer langwierigen Schulterverletzung noch keine Starts absolvieren.

## Internationale Erfolge
| Jahr | Platz | Wettbewerb                                  | Gewichtskl. | Ergebnis |
| 1999 | 17.   | Junioren-WM in Bukarest                     | Fliegen     | Sieger: Alexei Schewzow, Russland vor Irakli Chochua, Georgien |
| 1999 | 30.   | WM in Athen                                 | Fliegen     | nach Niederlagen gegen Rachimdschan Assembekow, Kasachstan, Tibor Olah, Ungarn u. Schamseddin Chudaiberdijew, Usbekistan                                                                               |
| 2000 | 1.    | Nordische Meisterschaft                     | Bantam      | vor Antti Kinnunen, Finnland u. Jaanek Lips, |
| 2000 | 13.   | Junioren-WM in Nantes                       | Fliegen     | nach Niederlage gegen Park Eun-chul, Südkorea u. Sieg über Vincenzo Piro, Italien |
| 2001 | 4.    | Junioren-WM in Taschkent                    | Fliegen     | mit Siegen über Norbert Kollar, Ungarn, Nathan Piasecki, USA u. Hamid Barafa, Iran u. Niederlagen gegen Lee Ge, Nordkorea u. Mukresh Khatri, Indien                                                    |
| 2002 | 6.    | EM in Seinäjoki/Finnland                    | Bantam      | mit Siegen über Erkan Dündar, Türkei u. David del Val, Spanien u. einer Niederlage gegen Tanjo Tenew, Bulgarien                                                                                        |
| 2002 | 19.   | WM in Moskau                                | Feder       | nach Sieg über Lin Chien-Liang, China u. Niederlage gegen Akaki Chochua, Georgien |
| 2003 | 2.    | Nordische Meisterschaft                     | Feder       | hinter Marko Ilari Isokoski, Finnland, vor Jani Hermansson, Finnland |
| 2003 | 13.   | EM in Belgrad                               | Feder       | nach Sieg über Juri Kohl, Deutschland u. Niederlage gegen Nureddin Radschabar, Aserbaidschan |
| 2003 | 8.    | WM in Créteil                               | Bantam      | mit Siegen über Mohamed Moustafa Abu Elela, Ägypten u. Artiom Kiourengian, Griechenland u. einer Niederlage gegen Dariusz Jabłoński, Polen                                                             |
| 2004 | 15.   | EM in Haparanda                             | Feder       | nach Niederlage gegen Alexei Schewzow u. Sieg über Christos Gikos, Griechenland |
| 2004 | 2.    | Grosser Preis von Deutschland in Dortmund   | Bantam      | hinter Lázaro Rivas, Kuba, vor Renat Bikkinin, Russland und Anders Nyblom Dänemark |
| 2004 | 8.    | OS in Athen                                 | Bantam      | nach Niederlage gegen Artiom Kiourengian u. Siegen über Sheng Jiang, China u. Uran Chalilow, Kirgisistan                                                                                               |
| 2005 | 1.    | Nordische Meisterschaft                     | Feder       | vor Jani Harmansson u. Stig André Berge, Norwegen |
| 2005 | 5.    | Großer Preis von Deutschland in Dortmund    | Feder       | hinter Roberto Monzón, Kuba, Michail Semenow, Belarus, Juri Kohl u. Nikolai Antonkin, Russland |
| 2006 | 1.    | Nordische Meisterschaft                     | Feder       | vor Stig André Berge u. Es Uimonen, Finnland |
| 2006 | 11.   | EM in Moskau                                | Bantam      | nach Niederlagen gegen Wenelin Wenkow, Bulgarien u. Aliaksei Shaipak, Belarus |
| 2006 | 14.   | WM in Guangzhou                             | Feder       | nach Sieg über Michail Semenow, Belarus u. Niederlage gegen Eusebiu Diaconu, Rumänien |
| 2007 | 4.    | Wladislaus-Pytlasinksi-Memorial in Warschau | Feder       | hinter Witali Ragimow, Aserbaidschan, Tomasz Swierk, Polen u. Davor Štefanek, Serbien |
| 2007 | 5.    | Großer Preis von Deutschland in Dortmund    | Feder       | hinter Tomasz Swierk, Juri Kohl, Sebastian Möser, Deutschland u. Juri Dubinin, Russland |
| 2007 | 1.    | Nordische Meisterschaft in Tallinn          | Feder       | vor Ville Pasanen, Finnland u. Stig André Berge |
| 2007 | 26.   | WM in Baku                                  | Feder       | nach Niederlage gegen Juri Kohl |
| 2008 | 3.    | EM in Tampere                               | Feder       | nach Siegen über Dimitri Alenski, Belarus, Tonimir Sokol, Kroatien u. Svajunas Adomaitis, Litauen, einer Niederlage gegen Jarkko Ala-Huikku, Finnland u. einem Sieg über Sebastien Hidalgo, Frankreich |
| 2008 | 18.   | Olympia-Qualifikations-Turnier in Rom       | Feder       | Sieger: Davor Štefanek, Serbien vor Dilshod Aripov, Usbekistan |
| 2008 | 15.   | Olympia-Qualifikations-Turnier in Novi Sad  | Feder       | Sieger: Sebastien Hidalgo vor Stig André Berge |
| 2009 | 2.    | Arvo-Haavisto-Memorial in Ilmajoki          | Feder       | hinter Waleri Woronkin, Russland, vor Ville Käki, Finnland |
| 2009 | 7.    | Stanislaus-Pytlasinski-Memorial in Warschau | Feder       | Sieger: Juri Denisow, Russland vor Stig André Berge |
| 2009 | 13.   | EM in Vilnius                               | Feder       | nach Niederlagen gegen Edward Barsegjan, Polen u. Iwo Angelow, Bulgarien |
| 2009 | 3.    | Nordische Meisterschaft in Oskarshamn       | Feder       | hinter Stig André Berge u. Jarkko Ala-Huikku |
| 2009 | 3.    | WM in Herning/Dänemark                      | Feder       | mit Siegen über Peter Modos, Ungarn, Francisco Encarnacion, Dom. Rep. u. Wugar Ragimow, Ukraine, einer Niederlage gegen Hamid Soryan Reihanpour, Iran u. einem Sieg über Erhan Karakus, Türkei         |

## Erläuterungen
- alle Wettbewerbe im griechisch-römischen Stil
- OS = Olympische Spiele, WM = Weltmeisterschaft, EM = Europameisterschaft
- Fliegengewicht, bis 2001 bis 54 kg Körpergewicht, Bantamgewicht, seit 2002 bis 55 kg Körpergewicht, Federgewicht, seit 2002 bis 60 kg Körpergewicht